# Fritz Pröll
Pour les articles homonymes, voir Pröll.
Fritz Pröll (né le 23 avril 1915 à Augsbourg, mort le 22 novembre 1944 au camp de concentration de Dora) est un résistant allemand au nazisme.

## Biographie
Formé dans la métallurgie, il rejoint le Rote Hilfe, le plus grand groupe de résistance d'Augsbourg, en 1934. Pour un transfert de cinq Reichsmarks, Pröll est arrêté avec d'autres membres du groupe. Il comparaît pour « préparation à la haute trahison » et est condamné à trois ans d'emprisonnement. Fritz Pröll purge sa peine de 1934 à 1937 dans la prison de Landsberg.
Le lendemain de sa libération, il est à nouveau arrêté par la Gestapo d'Augsbourg et envoyé au camp de concentration de Dachau sans jugement. En tant que "récidiviste", il est pris en charge par la Strafkompanie locale. Fritz Pröll est transféré en 1939 au camp de concentration de Buchenwald. Il y rencontre son frère Josef Pröll. Tous deux deviennent membres du groupe de résistance international du camp. Fritz et Josef Pröll sont transférés au camp de concentration de Natzweiler-Struthof en France en 1942, avec environ 400 autres détenus. Le transport se fait pendant trois jours dans des wagons à bestiaux. Les documents portent la marque "Retour non désiré". Les prisonniers allemands doivent construire le camp de concentration de Natzweiler. Le plan de la SS est de tuer les prisonniers ensuite. Cela est contrecarré par une action de la Résistance intérieure française, tous les prisonniers sont sauvés. Fritz Pröll est tombé amoureux d'une jeune fille juive dans le camp de concentration de Natzweiler. L'institut de pathologie de Strasbourg a besoin de squelettes humains pour ses recherches et ses possibilités de formation pour les médecins. Par conséquent, le commandant du camp Joseph Kramer ordonne l'exécution de jeunes femmes du camp de concentration de Natzweiler dont cette femme de 28 ans. Le 14 décembre 1943, Fritz et Josef Pröll sont transférés dans le camp de concentration de Buchenwald. 
Tandis que Josef Pröll reste dans le camp de concentration de Buchenwald, Fritz Pröll est transféré au camp de travail de Dora, qui est alors encore un camp dépendant de Buchenwald. Dans des tunnels souterrains, des milliers de détenus de nombreux pays européens travaillent pour produire les missiles V1 et V2. Pröll est commis à l'infirmerie. De plus, grâce à ses bonnes compétences linguistiques, il est membre de liaison pour toutes les informations importantes du groupe de résistance international : Albert Kuntz, Georg Thomas, Ludwig Szymczak, Otto Runki, Christian Behan, Heinz Schneider, August Kroneberg, le médecin tchécoslovaque et le communiste Jan Cespiva, le pilote soviétique Jelowoj d'Odessa, sous le faux nom de Simeon Grinko, ainsi que des combattants de la résistance polonaise, française et néerlandaise.
Grâce à un sabotage, les prisonniers de la résistance du camp réussissent à rendre une partie des missiles inutilisables. Un tiers des missiles tirés en 1944 ont un défaut. Sur un total de 10 800 missiles V2 déployés, plus de la moitié explosent dans les airs au cours de l'ascension. L'Oberscharführer Ernst Sander et le colonel Eichhorn sont spécialement chargés d’arrêter le groupe présumé de saboteurs. Lorsque, le 18 novembre 1944, la Wehrmacht renvoie deux trains de marchandises complets avec des missiles V défectueux, des dizaines de prisonniers sont torturés et pendus. Des cordes avec des élingues sont attachées aux poutres entre deux grues. Plusieurs personnes sont pendues en même temps en soulevant les grues. Fritz Pröll à l'infirmerie parvient à sauver de nombreux prisonniers dans le camp de concentration de Mittelbau-Dora. Impliqué dans ce qu'on a appelé le complot du revier de Dora, afin de ne pas trahir les membres du camp de résistance sous la torture, Pröll se suicide le 22 novembre 1944 avec une injection mortelle. Marcel Petit, infirmier du revier a relaté leur dernier entretien, dans les moments qui ont précédé sa mort, dans son livre Contrainte par corps. À sa mort à 29 ans, il aura passé 9 ans et demi en détention.
Il laisse une lettre d'adieu :
« Mes amours ! Au début de mon heure la plus difficile, recevez mon salut fraternel. Calme et content, libre de toute peur de la mort, j'ai décidé de mourir. Mon dernier souhait : prenez soin de la tombe de mon inoubliable maman et que vous soyez unis et embrassez-vous mille fois. J'étais fidèle et brave jusqu'à la mort. Adieu ! Centa, Maria, Erika et Liselotte et Rudi. Votre Fritz. »